# Hortus Nijmegen

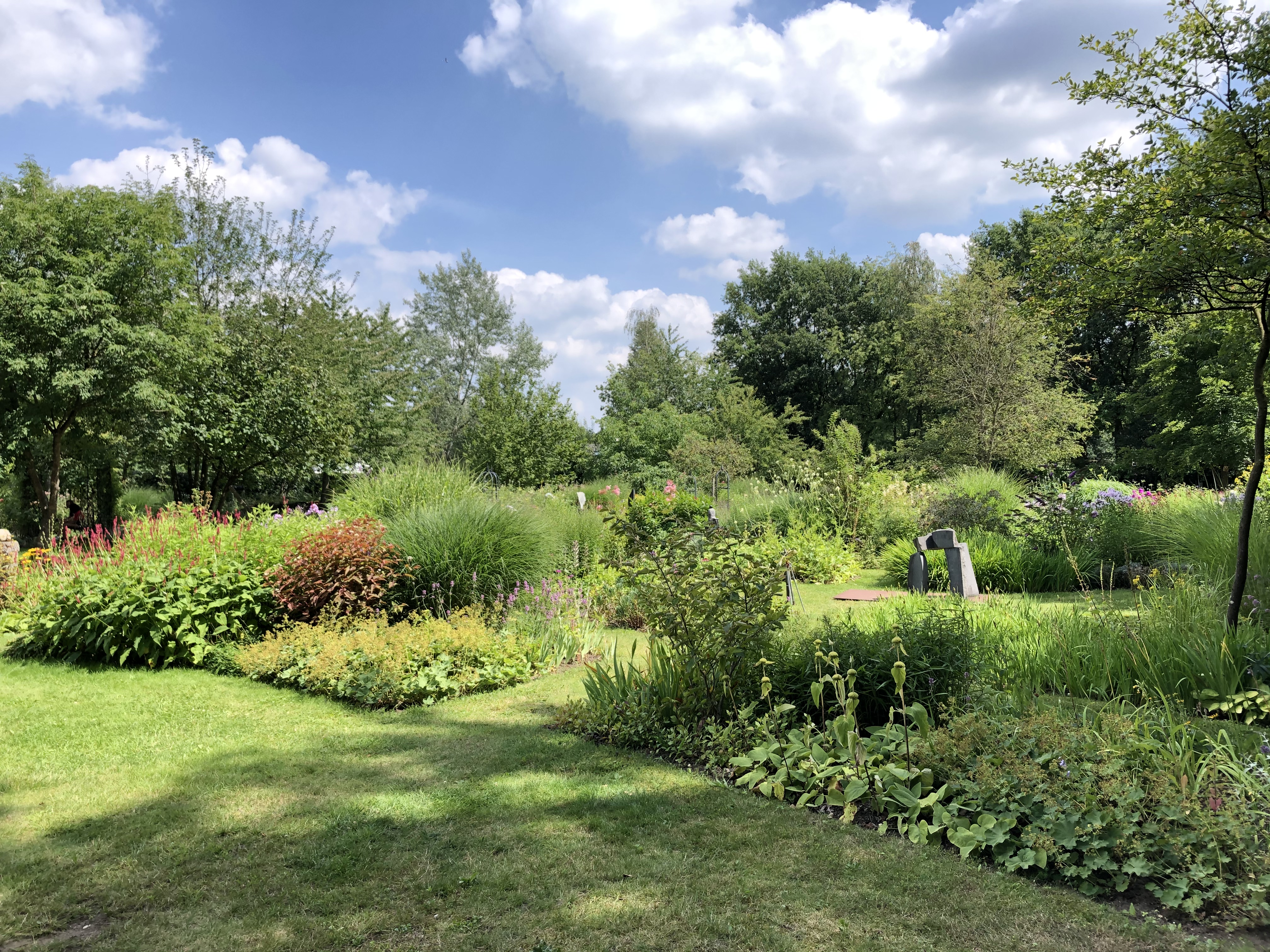
De theetuin van de Hortus Nijmegen

Hortus Nijmegen (voorheen Hortus Arcadië) is een botanische tuin in Nijmegen opgezet naar inzichten van Jac. P. Thijsse. Het is onderdeel van Park Brakkenstein en aangelegd tussen 1969 en 1971.

## Geschiedenis
De hoogleraren Victor Westhoff en Hans Ferdinand Linskens waren bij de oprichting betrokken. Bij de ingang van de botanische tuin bevindt zich een rotsheuvel gebouwd met rotsblokken uit de Ardennen. Deze rotsheuvel werd in de jaren 70 gebouwd, omdat een aantal biologen van de universiteit onderzoek wilden doen naar rotsplanten uit het Alpengebied.
Vanaf de jaren 80 werd de botanische tuin als gevolg van bezuinigingen verwaarloosd. In 1999 nam de Stichting Hortus Arcadië het beheer van de botanische tuin over van de universiteit. De stichting heeft de botanische tuin opgeknapt. Sinds 2002 vinden er ook akoestische tuinconcerten plaats in de zomermaanden. 
In 2015 ging de Hortus Arcadië over in de Hortus Nijmegen. Met deze nieuwe naam kwam een nieuw bestuur met nieuwe plannen. Plannen die gerealiseerd konden worden dankzij de Gemeente Nijmegen en de Radboud Universiteit die de financiële voedingsbodem legden voor een doorstart.